# Passalora bacilligera
Passalora bacilligera är en svampart som beskrevs av Fr. & Mont. 1849. Passalora bacilligera ingår i släktet Passalora och familjen Mycosphaerellaceae.   Inga underarter finns listade i Catalogue of Life.